# 双峰乡 (梓潼县)
双峰乡，是中华人民共和国四川省绵阳市梓潼县曾经下辖的一个乡。2019年12月，撤销双峰乡，将原双峰乡河口村、银针村、柑树村、共和村所属行政区域划归观义镇管辖，将原双峰乡立新村、高家村、村子村所属行政区域划归石牛镇管辖。

## 行政区划
双峰乡撤销前下辖以下地区：
立新村、高家村、河口村、银针村、柑树村、共和村和村子村。